# 3535 Ditte
3535 Ditte (1979 SN11) là một tiểu hành tinh vành đai chính được phát hiện ngày 24 tháng 9 năm 1979 bởi Chernykh, N. ở Nauchnyj.
Tênd after the book Ditte, Child of Man bởi Martin Andersen Nexø.